# Dougalls stern
De Dougalls stern (Sterna dougallii) is een zeevogel uit de familie van de meeuwen (Laridae) en de geslachtengroep sterns (Sternini).

## Kenmerken
Het verenkleed van deze 38 cm lange vogel is wit. De vogel heeft een zwarte kruin, een lange V-vormige staart en oranje poten. In de zomer is de snavel zwart met een rode basis, terwijl deze in de winter donker is. In de zomer heeft de vogel een rossige buik met een blauwgrijze bovenzijde.

## Verspreiding
De soort telt vijf ondersoorten:
- S. d. dougallii: oostelijk Noord-Amerika, West-Indië, de Azoren, Europa en Afrika.
- S. d. arideensis: van de Seychellen tot Madagaskar en Rodrigues.
- S. d. korustes: Sri Lanka, de Andamanen en de Mergui-archipel (zuidwestelijk Myanmar).
- S. d. bangsi: van de Riukiu-eilanden en oostelijk China tot Nieuw-Guinea, noordoostelijk Australië en de eilanden van de  zuidwestelijke Grote Oceaan.
- S. d. gracilis: de Molukken en westelijk en noordelijk Australië.

In Europa komt de Dougalls stern alleen in het Verenigd Koninkrijk en Ierland voor aan zeekusten en op begroeide eilandjes. In Nederland is het een dwaalgast die in totaal 46 keer langs de kust is waargenomen.